# Wolfsgraben (Eckersdorf)
Wolfsgraben ist ein Gemeindeteil der Gemeinde Eckersdorf im Landkreis Bayreuth (Oberfranken, Bayern).

## Geografie
Knapp einen Kilometer westsüdwestlich der Einöde befindet sich die Anhöhe Lindig (535 m ü. NHN), knapp einen Kilometer südöstlich die Anhöhe Burgstall (535 m ü. NHN). Ein Anliegerweg führt zur B 22 bei Busbach (0,15 km südlich).

## Geschichte
Ältere urkundliche Erwähnungen zu der Einöde fehlen. Auch in dem ansonsten jeden einzelnen Hof erwähnenden Geographischem statistisch-topographischem Lexikon von Franken (1799–1804) von Johann Kaspar Bundschuh gibt es zum Ort keinen Eintrag. Erst in einer Ortsbeschreibung der Gemeinde Busbach von 1858 wurde der Ort schriftlich erwähnt. Deswegen kann angenommen werden, dass er im 19. Jahrhundert gegründet wurde. Der Ortsname könnte auf eine Anlage hinweisen, die zum Fangen von Wölfen verwendet wurde. Eine Wiederbesiedlung von verödeten Dörfern nach Pestepidemien oder dem Dreißigjährigen Krieg machte solche Anlagen nötig, um die Wölfe und Bären wieder zurückzudrängen.
Am 1. Mai 1978 wurde Wolfsgraben im Zuge der Gebietsreform in Bayern in die Gemeinde Eckersdorf eingegliedert.

## Einwohnerentwicklung
| Jahr      | 001861 | 001871 | 001885 | 001900 | 001925 | 001950 | 001961 | 001970 | 001987 | 002016 | 002021 |
| Einwohner | 4      | 5      | 4      | 6      | 4      | 6      | 6      | 5      | 6      | 2      | 1      |
| Häuser    |        |        | 1      | 1      | 1      | 1      | 1      |        | 1      |        |        |
| Quelle    | [ 6 ]  | [ 7 ]  | [ 8 ]  | [ 9 ]  | [ 10 ] | [ 11 ] | [ 12 ] | [ 13 ] | [ 14 ] |        | [ 1 ]  |

## Religion
Wolfsgraben ist evangelisch-lutherisch geprägt und nach St. Peter und Paul (Busbach) gepfarrt.